# Дженеръл Мотърс EV1
И-Ви-Уан (на английски: EV1) е първата електрическа кола пусната в серийно производство от Дженерал Моторс в САЩ през 1996 – 1999 г. Това е и първата кола на GM, проектирана да бъде електрическо превозно средство от самото начало. На този автомобил е посветен документалният филм Кой уби електрическата кола?, с участие на известни холивудски актьори.
Решението за масово производство на електрически автомобил е взето от GM главно поради новия закон приет от управата на щата Калифорния, който е изисквал минимум 2% от произведените превозни средства да са с нулеви емисии. ДжЕм пуска първоначално 800 от общо 1117 произведени автомобила, с уговорка за връщането им след 3-годишен срок на ползване. Те са били достъпни в щатите Калифорния и Аризона. Наемателите на EV1 са официални участници в т.нар. „real-world engineering evaluation“ – проучване на пазара относно осъществимостта на производството и търговията с електрически превозни средства на пазарите в САЩ, предприето от GM's Advanced Technology Vehicles group. Автомобилите, които не са били на разположение за покупка, е можело да бъдат обслужвани само в определените от корпорация Saturn места.
Докато реакцията на клиентите към EV1 е положителна, GM вярва, че електрическите автомобили заемат губеща ниша на автомобилния пазар, и в крайна сметка смачкват за скрап всичките си електрически автомобили, независимо от протестиращите клиенти. Освен това, обединението на най-големите автомобилни производители CARB оспорва регулациите в съда, което води до забавяне на изискването за нулеви емисии ZEV, което позволява на компаниите да произвеждат превозни средства, работещи с газ, и хибридни автомобили на мястото на чисто електро-захранвани коли. Вследствие на това Програма EV1 бива прекратена през 2002 г., а на Лизингополучателите не е била дадена възможност за закупуване на колите си от GM.
Спирането от производство на EV1 остава спорен момент – привържениците на електрически автомобили, екологични групи и бившите EV1 наематели – обвиняват GM в саботаж на собствената си електрическа кола с цел да избегнат потенциалните загуби от неизгодни продажби-(продажби принудени от правителствените регулации). Също така обвиняват и петролната индустрия, която изблъсква електрическите автомобили извън пътя. Като резултат от принудителното възстановяване на собствеността и унищожаване на по-голямата част от EV1s, непокътнатия и работещ EV1 е един от най-редките автомобили от 1990-те години.

## История

### Произход
- 1987 г. GM печели световното състезание за соларни коли в Австралия с уникалния модел Сънрейсър. Колата е била разработена от компанията AeroVironment. Въодушевен от победата, директора на GM Роджър Смит предизвиква същия екип да проектира кола за масово производство.
- Януари 1990 г., на автошоуто в Los Angeles, изпълнителния директор на GM Роджър Смит демонстрира модела Impact(Влияние), концептуален електрически автомобил. Инженер Алън Коккони от AC Propulsion проектира и изгражда оригинален електронен контролер за управление на AC двигатели, който е използван в прототипа Impact, а дизайнът на контролера е подобрен по-късно от Hughes Electronics.
- На 18 април 1990 г.,[6] Смит обявява, че Impact ще влезе в производство.[7]

Впечатлени от жизнеспособността на Impact, и мотивирани от обещанието на GM за производство на модела, от управата на щата Калифорния започват голяма екологична инициатива с новия закон за емисиите. Според него, за да продължи да продава коли в Калифорния, от всеки един от седемте най-големи автомобилопроизводители в САЩ (най-големият от които е GM), ще се изискват минимум 2% произведени превозни средства с нулеви емисии от 1998 г., 5% от 2001 г. и 10% до 2003 г., в съответствиес потребителското търсене. Тази безпрецедентна мярка е предназначена за борба с лошото качеството на въздуха в Калифорния, който по онова време е бил по-лош от другите 49 щата, взети заедно. Другите членове на тогавашната Американска асоциация на автомобилните производители, заедно с Toyota, Nissan и Honda, за да бъдат конкурентни са принудени също да разработят прототипи на превозни средства с нулеви емисии.
- През 1994, GM започва програмата PrEView – 50 ръчно изработени електромобила модел Impact са били дадени на заем на водачи за период от една до две седмици, като в рамките на споразумението е записано, че те трябва да споделят своите преживявания.[7] Доброволците е трябвало да притежават гараж, където зарядната станция да може да бъде инсталирана от електрическата компания.[10] Програмния супервайзор Шон Макнамара е считал, че се очакват най-много осемдесет доброволци в района на Лос Анджелис, но след като се обаждат 10 000 души се налага да се затвори телефонната линия.[8] В New York City, общо 14 000 души се обаждат, преди линиите да бъдат затворени.[10][11] Мненията на Шофьорите за колите са благоприятни, както и отзивите от автомобилната преса. Според Motor Trend, Impact е именно един от тези случаи, когато GM показва без всякакво съмнение, че знае как да изгради фантастични автомобили. Това е единствения в света електрически автомобил, който се кара като истинска кола." Въпреки това, според статия на първа страница в The New York Times GM е по-малко от доволен от перспективата, че идеята развитието за електрически автомобил е успешна:

| “ | ...в лицето на закона на Калифорния, който изисква 2% от новите автомобили да са превозни средства с нулеви емисии, в сила от 1997 г., той е направил всичко възможно, но... Сега компанията се надява, че законодателите и регулаторните органи ще се съгласят да отложат или отменят крайния срок. | ” |

Според доклада, GM-гледат на предварителната програма като провал и доказателство, че електрическата кола не е жизнеспособна, както и че трябва да бъдат оттеглени новите правила за емисиите. Денис Minano, вицепрезидент на GM за енергетика и околна среда, поставя под въпрос дали потребителите желаят електрически превозни средства.

### Производство на I генерация EV1 и първоначална реакция
Работата по електрическия автомобил на GM продължава и след края на програмата PrEView. Пробните 50 бройки Impact са били унищожени след като тестването е завършено, а дизайна еволюира в модела GM EV1 до 1996 г. EV1 е първият автомобил в историята на GM който носи името „General Motors“на табелката си, вместо собствена марка. Първото поколение на колата е захранвано от оловно-киселинни батерии и е с обявен пробег от 70 до 100 мили. От него са произведени 660 коли, боядисани в тъмно зелено, червено и сребристо. Автомобилите са били предоставяни чрез лизингова програма, с опция за закупуване на автомобила, която е специално забранена с договорна клауза (Препоръчителната цена на дребно е цитирана $34 000). По подобен начин (като в предварителната програма PrEView), лизингополучателите са предварително проверени от GM, и само жителите на Южна Калифорния и Аризона са допускани за участие. Лизингът за EV1 варира от $399 до $549 на месец.
За представяне на новата кола пред медиите са отделени $8 милиона за промоционална кампания, която включва телевизионна реклама в най-гледаното време, билбордове, уеб сайт, и реклама по време на премиерата на филма със Силвестър Сталоун – Daylight.
Първите лизингополучатели са знаменитости, ръководители и политици. Общо 40 договора за лизинг на EV1 са били подписани по случай излизането на модела с обещанието, че ще се отдадат под наем още 100 автомобила до края на годината. Доставките започват на 5 декември 1996 г.
Джо Кенеди, вицепрезидент по маркетинга за GM марката Saturn, по повод опасенията по отношение на разходите за изработка на EV1, с батерия по остаряла оловно-киселинна технология, и ограничен обхват на колата, казва: „Нека не забравяме, че стартът на всяка технология започва трудно и расте бавно но с времето технологията се подобрява и разходите намаляват.“
През първата година на производство, GM дава под наем само 288 автомобила. Въпреки това, до 1999 г., бранд мениджъра на програмата, Кен Стюарт, описва реакцията на водачите на автомобили EV1 като „wonderfully-manical loyalty.“ Лизингополучателите интегрират EV1 в начина на живот, което прави колата по-малко новост а само още един източник на транспорт.
Актьорът Том Ханкс, лизингополучател, похвалва колата в късно вечерно токшоу, казвайки: „Вярвате или не, тази кола е страхотна!“
Някои EV1 ентусиасти вярват, че GM демонстрира амбивалентност към насърчаване на EV1 след първоначалното му представяне. Докато един от първите EV1 телевизионни клипове е номиниран дори за награда Еми, по-късно рекламата е била ограничена до пощенска такава и телевизионни реклами в нишовите канали.

### Производство на IIро поколение EV1: 1999 – 2003 г.
През 1999 година, GM пуска Gen II версия на EV1. Основните подобрения са: по-ниски производствени разходи, по-тиха работа, намаляване на теглото, както и смяната на батериите с никел-метал хидридни]] (NiMH). Моделите от II поколение първоначално са били произвеждани с 18,7Kwh / 60Ah оловно-киселинни батерии на Panasonic – по 60 в пакет. Това е леко подобрение спрямо I генерация при използвано едно и също напрежение – 312 V. Впоследствие моделите са преоборудвани с „Ovonics NiMH“ батерия с капацитет 26.4kWh / 77 Ah на 343 волта. Автомобилите с пакет оловно-киселинни акумулатори са с пробег от 80 до 100 мили, а тези с NiMH могат да пътуват 100 – 140 мили между две зареждания.
За второто поколение EV1, лизинг програмата е разширена до градовете Сан Диего, Сакраменто и Атланта, месечните плащания варират от $ 349 до $ 574.
През период от осем месеца след Декември 1999 г. са произведени 457 Gen II EV1s от Дженеръл Мотърс и са отдадени под наем на клиенти. Според някои източници, в този период стотици шофьори искат, но не могат да станат лизингополучатели на EV1.
На 2 март 2000 г., GM издава постановление за изземване на 450 броя EV1s-Gen I. Автомобилният производител е определил, че има дефект в кабела за зареждане който би могъл да доведе до пожар. Шестнадесет „топлинни инциденти“ и най-малко един пожар, са настъпили в резултат на дефекта, като пожарът напълно унищожава колата, наета от Ron Brauer и Ruth Bygness, докато тя е оставена за зареждане. Този проблем не засяга второто поколение EV1s.
През следващите две години около 200 Gen EV1s са били преоборудвани с NiMH батерии и отново издадени на оригиналните им лизингополучатели за довършване на договорените две години лизинг, като е добавена и нова клауза за ограничен пробег. Известно закъснение се получава поради проектни усложнения, произтичащи от модернизацията към NiMH пакет. В резултат на забавянето, GM предлага на шофьорите на модели Gen I да прекратят лизинговия договор, без заплащане, или възможността да се прехвърли лизинга върху кола от останалите 150 бройки второ поколение EV1s с предимство пред тези, които вече са в списъка на чакащите за модели Gen II.

### Приключване на програмата
До 2002 г. са произведени общо 1117 EV1s, въпреки че производството им е приключило още през 1999 г., когато GM сваля EV1 от конвейера.
На 7 февруари 2002 г., бранд мениджъра на GM Кен Стюарт уведомява лизингополучателите, че GM смята да изтегли колите, като това противоречи на по-ранно изявление, че GM не би иззел „колите на пътя от клиентите (taking cars off the road from customers).“ Още тогава Шофьорите на EV1 са се опасявали, че техните автомобили ще бъдат унищожени след като бъдат върнати.
В края на 2003 г., General Motors, ръководена по това време от изпълнителния директор Рик Вагонер, официално прекратява програмата EV1. GM заявява, че не може да продаде достатъчно коли за да бъде EV1 печеливша. Освен това, за избягване на бъдещите разходи (за поддържане, части и инфраструктура за доставка и услуги в срок от минимум 15 години, изискван от щата Калифорния) се налага, съществуващите договори за наем да не бъдат продължени, а всички коли е трябвало да бъдат върнати в притежание на GM.
Най-малко 58 шофьори на EV1 изпращат писма и депозират чекове на GM, според изискванията на лизинговите клаузи без риск или разходи за автомобилния производител. Шофьорите са се съгласили да бъдат сами отговорни за разходите за поддръжка и ремонт на EV1, и позволяват на GM да прекрати договора за наем, ако са необходими скъпи ремонти. На 28 юни GM отказва офертата; От друга страна, Honda, които са предприели подобни действия с EV + програмата, се съгласяват да удължат лизинга на своите клиенти.
През ноември 2003 г., GM започва рециклиране на колите, По-голямата част от отнетите EV1s са натрошени, няколко са дарени на музеи и образователни институции (e.g. Mott Community College in Flint, Michigan) с деактивиран Двигател, в рамките на споразумение, че колите не бива да се активират и да са в състояние да се движат по пътя.
Документалният филм Кой уби електрическата кола? представя доказателства, че GM остават с плановете за бракуване на автомобилите, въпреки очевидния обществен интерес.

## Технология и дизайн
Десетилетия преди появата на Impact и EV1 няма развитие на електрически коли. Електроавтомобила на шаси от Рено Henney Kilowatt, които е произвеждан през 1959 – 1961 година, е бил последния произвеждан електрически автомобил; прототипите на GM Electrovair и Electrovette от 1966 г. и 1976 г., са също конверсии на бензинови модели и съответно никога не достигат до производство.
В контраст с тези автомобили, EV1 е електрически автомобил разработен от нулата. Това не е преустройство на съществуващо возило, нито има предшественик – друг модел на GM, и това допринася за високите производствени разходи. Програмата EV1 първоначално е стартирана от инженер на GM, на име Кенет Бейкър, който е имал водеща роля в програмата Electrovette през 1970 г.

### Конфигурация
В EV1 не само се демонстрира електрическа задвижваща система, а там също е и премиерата на редица новаторски функции и технологии, които по-късно ще намерят пътя си към повечето общи модели на GM и автомобили на други производители. EV1 е сред първите произведени превозни средства, в които се използва алуминий в конструкцията на рамата. Панелите на купето са изработени от пластмаса, а не от метал, което прави колата лека и устойчива на корозия. Автомобилът е снабден с антиблокиращи спирачки и система за управление на сцеплението (traction control system). Комфортните подобрения включват система за „безключово влизане“ и запалване, специално еднопосочно топлинно стъкло за по-добра топлоизолация, система за предупреждение при загуба на налягане в гумите, електрически сервоусилвател на волана, климатроник.
За повишаване на ефективността, EV1 притежава много нисък коефициент на въздушно съпротивление (Cd) от 0.19. Разработените от Michelin специални гуми с ниско съпротивление, повишават изключителната ефективност на EV1.
При 4310 mm дължина и 1765 mm ширина, с две врати, каросерия тип купе – EV1 е в клас subcompact car.

### Трансмисия
Колата се задвижва от 3-фазен електрически двигател за променлив (AC) ток – с мощност 102 kW (137 конски сили) при 7000 rpm. За разлика от автомобил, задвижван от двигател с вътрешно горене, EV1 разполага с максималния си въртящ момент в целия работен диапазон – 149 Nm между 0 и 7000 оборота в минута. Скоростна кутия не се използва – въртящият момент се предава към предните задвижващи колела чрез понижаващ оборотите редуктор.

### Батерии
Моделите от първата генерация, произведени през 1996 г., са с оловно-киселинни батерии, и с тегло 1400 кг. Първата партида от батерии са предоставени от Delphi Corporation имат капацитет 16.5kWh (53Ah при 312 V) и предвиден пробег от 60 мили (96 км) с едно зареждане. Автомобилите Gen II, произведени през 1999 г., първоначално използват нова партида оловно-киселинни батерии, предоставена от Panasonic (някои коли от Gen I са били модернизирани с тези батерии). Японските батерии са 18.7 kWh (60Ah при 312V) и увеличават обхвата на EV1 до около 160 км (100 мили). Скоро след внедряването на второто поколение, се преминава на никел-метал хидридни (NiMH) „Ovonic“ батерии, което намалява теглото на автомобила до 1319 кг. Тези нови NiMH батерии с капацитет 26.4kWh (77Ah при 343), дават на автомобила пробег от ~255 km (160 мили) с едно зареждане – повече от два пъти повече спрямо първоначалната Gen I.
Автомобилите оборудвани с NiMH батерии се нуждаят от осем часа, за да се заредят до пълния си капацитет (въпреки че може да се постигне 80% ускорено зареждане за времето между един и три часа). Батерията на Panasonic се състои от пакет съдържащ двадесет и шест 12 волтови, 60 ампер-часа оловно-киселинни батерии, с мощност 67,4 мегаджаула (18.7 кВтч). NiMH пакет съдържа двадесет и шест 13.2 волта, 77 Ah никел-метал хидридни батерии, с мощност 95,1 мегаджаула (26.4 кВтч). Домашното зарядно устройство, предоставено от GM, осигурява „бързо презареждане“ на колата, и е с размери около 0.45 х 0.60 х 1.50 m, като прилича на бензинова колонка. Зарядното презарежда автомобила по индукция, постигнато чрез поставяне на специален щекер (с вградена в него първична намотка създаваща магнитното поле за зареждане) в гнездото между фаровете на EV1. Безжичната технология за зареждане означава, че няма пряка електрическа връзка между батерията и зарядната станция, и зареждането на колата, докато тя е вън не създава никакви рискове, въпреки че е имало изолирани инциденти, свързани с пожари, започващи от индуктора за зареждане. GM предлага 120 V AC мобилно зарядно устройство, което може да се захранва от всеки стандартен контакт в електрическата мрежа на Северна Америка, но за сметка на по-бавно зареждане на батерията. Мобилното зарядно устройство не е на разположение за EV1s, оборудвани с батерии NiMH. Инсталирането на устройството е между една и две седмици, срещу допълнително заплащане средно от $ 2500.

## Мнение на потребителите
Карането и притежанието на EV1 не е като при обикновената бензинова или дизелова кола. EV1 е имала най-малко съпротивление с вятъра до 2 – 3 пъти по ниско при обикновените коли. Единственият шум при каране по автомагистрала е бил този на гумите – без шум от мотор или вятър. При бавна скорост и при престой не се е забелязвал никакъв шум. EV1 не са имали аналогови циферблати и всички данни са показвани в една тънка извита лента, монтирана върху арматурното табло, точно под предното стъкло. Скорост, разстояние и други показатели са се изписвали на електронния дисплей в средата на таблото.
Благодарение на големия въртящ момент на електрическия си мотор, EV1 може да ускори 0 – 50 mph (0 – 80 km / h) за 6.3 секунди, а от 0 – 60 мили в час (0 – 97 км / ч) за осем секунди. Максималната скорост на автомобила е електронно ограничена до 130 км/ч (80 mph), но теоретично е можело да развива до 260 км/ч. По време на производството си EV1 е отговарял на всички изисквания на американското министерство по околната среда.

## Свързани разработки
На авто-шоуто в Детройт през 1998 година, Дженеръл Мотърс разкрива няколко прототипа-варианти на EV1. Моделите са: дизелов / електрически паралелен хибрид; газов/електрически сериен (последователен) хибрид; горивна клетка/електрическа версия и работещ със сгъстен природен газ(CNG) нискоемисионен двигател с вътрешно горене.

Тези прототипи са построени върху новата платформа – четири пътнически вариант на EV1, удължен с 19 инча. Този дизайн е въз основа на вътрешна (GM) програма за „по-продаваеми“ EV, започнал по време на концептуалната фаза в развитието на EV1. По време на този проучвателен период, „фокус групите“ посочват че един от най-ограничаващите фактори за пазара на оригиналния EV1 е двуместната конфигурация. GM проверява възможността за четири местен EV1, но в крайна сметка определят, че увеличената дължина и тегло на автомобила ще намалят обхвата до 40 – 50 мили, и затова се избира за производство по лекия, двуместен дизайн.
За хибридните версии, пакетът с батерии е променен до 44 NiMH клетки, подредени във вид на „I“ по осевата линия, които могат напълно да се заредят само за 2 часа с използване на бордовото индукционно зарядно 220 V, допълнителните агрегати са монтирани в багажника. Запазва се способността на изцяло електрическите модификации с нулеви емисии-задвижване на ток до 40 мили (64.4 km).

### EV1 CNG
Варианта работещ със сгъстен природен газ (CNG) е единственият не-електрически автомобил в гамата на модела, въпреки че използва същата четириместна „разтегната“ платформа. Той използва модифициран 3-цилиндров изцяло алуминиев (OHC) двигател, монтиран под предния капак. Поради високото октаново число на CNG (позволяващо по-голяма компресия), този малък двигател е в състояние да достави 72 hp at 5500 rpm.
Батериите са били заменени от два газови резервоара, способни на максимално работно налягане от 3000 PSI. Резервоарите могат да бъдат зареждани от един накрайник само за 4 минути. С помощта на безстепенна трансмисия, колата ускорява 0 до 60 mph (96.6 km / h) за 11 секунди. Максималният обхват е 350 – 400 мили, и икономията на гориво е 60 мили на галон (в бензинов еквивалент).

### EV1 сериен хибрид
Прототипът на сериен хибрид е с газо-турбинен двигател APU, поставен в багажника.APU стартира автоматично, когато зарядът на батерията пада под 40% и доставя 40 кВт електрическа енергия, достатъчна, за да се постигне скорост до 80 mph (128.8 km / h) и да се подаде напрежение на 44-те NiMH клетки до ниво на зареждане 50%.
Капацитетът на резервоара за гориво е 25л (6.5 US gal) а разходът на гориво е от 3.9 L/100 km (60 mpg) до 2.4 L/100 km (100 mpg) в хибриден режим, в зависимост от условията на шофиране, с пробег повече от 625 км (390 мили). Ускорението от 0 – 100 км/ч (0-60miles) е за ~9 секунди.
Програмата демонстрира техническата осъществимост на такова задвижване, но е било заключено, че търговската жизнеспособност е недостижима по това време. Впоследствие тази идея успешно е доразвита при Шевролет волт.

### EV1 паралелен хибрид
Варианта на паралелен хибрид е с 1.3 L турбо DTI дизелов двигател (Isuzu),75 к.с. (56 кВт), монтиран в багажника заедно с допълнителни 6.5 hp (4.8 kW) DC мотор / генератори, куплирани към задните колела чрез електронно контролирана трансмисия. В комбинация с асинхронния двигател на променлив ток, който захранва предните колела, трите блока дават обща мощност от 219 hp (163 kW), при ускорение от 0 – 60 мили в час (96.6 km /ч.) за 7 секунди. С един резервоар дизелово гориво пробегът на колата е 550 miles (890 km) с икономия на гориво от 80 mpg-US (2.9 L/100 km; 96 mpg-imp).
Подобна технология се използва през 2005 г. в дизеловия хибрид на Opel Astra.

### EV1 с горивни клетки
Този вариант е с електрическо задвижване, с метанол захранвана система с горивни клетки (разработена от Daimler-Benz/Ballard Power Systems за Mercedes-Benz NECAR), отново инсталирана в багажника. Системата се състои от гориво, процесор, експандер / компресор и горивни клетки. Пробегът е 480 km (300 miles), при разход на гориво от 2.9 L/100 km (6.5 US gal) – в еквивалент на бензин. Ускорението от 0 – 100 км/ч (0-60miles) е за ~9 секунди.